# Oktawiusz Eysymontt
Oktawiusz Eysymontt, (ur. w 1811 w Jabłonowie, zm. w 1850) – uczestnik powstania listopadowego.

## Życiorys
Syn Ferdynanda, ostatniego wojskiego grodzieńskiego i Józefy z Zawistowskich, brat Lucjana, studenta Uniwersytetu Wileńskiego, członka Towarzystwa Filomatów, urzędnik powiatu grodzieńskiego, ppor. (mianowany 24 kwietnia 1831), adiutant polowy gen. Kazimierza Dziekońskiego, 1 lipca 1831 r. otrzymał złoty krzyż  Virtuti Militari nr 1844. 28 września 1831 wziął dymisję. Mieszkał w majątku rodzinnym Gudziewicze, a następnie przeprowadził się do pałacu w Jabłonowie, który najprawdopodobniej scedował na niego starszy brat – Lucjan.

## Rodzina
Ożeniony (1840) z Zofią z Szukiewiczów (ur. 1816, zm. przed 1843), córką Tomasza i Franciszki z Eysymontów, a po jej śmierci z Heleną z Sołtanów (1824–1900), córką Stanisława, siostrą Adama i Władysława, późniejszą żoną Jana Pileckiego, z którą miał córkę Zofię (1848–1926) (późniejszą hrabinę Łubieńską).